# EMCD
EMCD é a marca operacional da Blockchain Technical L.L.C-FZ, uma empresa de mineração de criptomoedas e fintech sediada em Dubai, Emirados Árabes Unidos.
A empresa opera um dos maiores pools de mineração de Bitcoin do mundo e oferece uma carteira digital multimoeda, um programa de poupança chamado «Coinhold», uma plataforma de câmbio peer-to-peer e empréstimos garantidos por criptomoedas, com recursos como armazenamento a frio, autenticação de dois fatores e práticas alinhadas com padrões ISO.

## História
A EMCD foi fundada em 2018 pelo empresário Michael Jerlis, após o lançamento inicial do seu pool de mineração de Bitcoin em 2017 por um grupo de mineiros pioneiros. O pool começou com capacidade limitada e procurou competir com operadores maiores oferecendo infraestrutura optimizada e mecanismos de pagamento eficientes.
Em 2020 posicionou-se entre os dez principais pools de Bitcoin a nível mundial por hashrate. Em 2019 e 2020 a empresa ampliou o suporte a altcoins como Litecoin, Ethereum Classic, Dash, Dogecoin e Bitcoin Cash. Para reduzir a latência e melhorar o desempenho, a EMCD expandiu a sua infraestrutura de servidores para vários países, incluindo Rússia, Cazaquistão, China, Estados Unidos e diversas localizações na Europa. Em 2021 a empresa foi nomeada «Best Mining Service» na conferência Blockchain Life.
Nesse mesmo ano a empresa ampliou a sua oferta com uma carteira digital multimoeda, o produto de poupança Coinhold e uma plataforma de exchange P2P.
Em 2024 recebeu o prémio «Best Mining Pool 2024» na conferência TerraCrypto. Nesse ano a Chainalysis classificou-a como o 7.º maior pool de mineração de Bitcoin do mundo e a Webopedia incluiu-a entre os 10 melhores pools em 2025.
Para 2024 a EMCD reportou mais de 200.000 utilizadores e um hashrate do pool próximo de 19,8 exahashes por segundo (EH/s), representando aproximadamente 2% da rede global de Bitcoin. A empresa também anunciou uma parceria de hardware co-brand com o fabricante suíço Tangem.

## Parcerias e atividades públicas
No início de 2022 a EMCD respondeu publicamente a uma proposta do Banco Central da Rússia para proibir a mineração de criptomoedas, defendendo um quadro regulatório em vez da proibição.
Em 2023 a EMCD colaborou com Kaspa (KAS), integrando a mineração de Kaspa no seu pool e cooperando com a comunidade Kaspa. Em novembro de 2024 a EMCD associou-se à Tangem para lançar uma wallet fria co-brand direcionada a mineiros.
A EMCD reportou colaborações com Tangem, Kaspa e Mining World no seu resumo de marcos de 2024, destacando mais de 100.000 novos registos de utilizadores e a mineração de aproximadamente 50.000 moedas nesse ano. Além disso, figura como parceiro minerador na OneMiners e organizou uma série de webinars no final de 2024 em colaboração com o Bitcoin Mining World.
A empresa participa com frequência em conferências de criptomoedas na Europa de Leste e Ásia Central, e expos em eventos como TerraCrypto e Blockchain Life em Moscovo.
A EMCD também colaborou com fabricantes de equipamentos de mineração como Bitmain e distribuidores regionais para oferecer descontos em equipamento a mineiros do seu pool, e mantém um programa de referências com bloggers, influencers e operadores de fazendas de mineração.

## Serviços
EMCD Pool — Pool de mineração multimoeda (lançado em 2018 após desenvolvimento inicial em 2017) que permite aos participantes agregarem potência de hash para minerar Bitcoin e altcoins. Emprega o modelo de recompensa Full Pay-Per-Share Plus (FPPS+), cobra uma comissão padrão de 1,5% e oferece pagamentos diários com um limiar de saque baixo. Dispõe de um algoritmo de auto-switching que direciona a potência de hash para a cadeia SHA-256 mais rentável e converte as recompensas para Bitcoin para distribuição. Ferramentas de monitorização em tempo real (bot de Telegram e Watcher-link) permitem o acompanhamento do desempenho.
EMCD P2P Exchange é uma plataforma de compra e venda peer-to-peer lançada em 2022 como parte da expansão do ecossistema EMCD. Permite aos utilizadores comprar e vender ativos digitais diretamente entre si, utilizando um sistema de escrow que garante as transacções até à confirmação do pagamento.
Coinhold, também conhecido como EMCD Earn, é um produto de poupança em criptomoedas introduzido em 2022 para oferecer rendimentos passivos sobre as participações dos utilizadores em ativos digitais. O serviço suporta depósitos flexíveis e a prazo, com opções de 30 a 360 dias. As contas flexíveis permitem levantamentos a qualquer momento mediante rendimentos menores, enquanto os depósitos a prazo oferecem taxas anuais mais altas (APY). Os ativos suportados incluem Bitcoin, Litecoin, Bitcoin Cash, Ethereum Classic, USDT e USDC. A EMCD anuncia rendimentos de até 8% anuais em criptomoedas e entre 12–14% em stablecoins, dependendo do activo e do prazo. Os juros são calculados diariamente e pagos mensalmente, com opções de reinvestimento disponíveis. O Coinhold está integrado na aplicação Wallet da EMCD e permite transferir saldos — incluindo recompensas de mineração — directamente para as poupanças.
A EMCD Wallet é uma carteira custodial multicripto introduzida entre 2021 e 2022 dentro do ecossistema da empresa. Disponível em versão web, iOS e Android, suporta mais de 20 ativos digitais, incluindo Bitcoin, Ethereum, Litecoin, Bitcoin Cash, Dash, Dogecoin, Ethereum Classic, Toncoin, tokens baseados em TRON, Kaspa, bem como as stablecoins USDT e USDC. Funciona como uma interface unificada para armazenar, trocar e retirar criptomoedas, oferecendo funcionalidades como swaps integrados, transferências internas entre serviços da EMCD e levantamentos fiduciários via Visa e MasterCard nas regiões compatíveis. A Wallet permite transferências internas gratuitas, incluindo as recompensas de mineração para o Coinhold, e oferece levantamentos sem comissões de rede em determinadas condições.
Alojamento de hardware de mineração: A EMCD presta serviços turnkey de mineração através do seu serviço EMCD Complex. Isto permite aos clientes implementar equipamento de mineração em instalações da EMCD ou em centros de dados associados, com a empresa a tratar da instalação, manutenção e monitorização.
Firmware personalizado para miners ASIC: A EMCD desenvolveu firmware proprietário para diversos modelos Antminer, incluindo S19, S17, T17 e L3+. Este software pretende melhorar o desempenho ao optimizar o consumo energético e aumentar o hashrate. Os utilizadores podem aceder e instalar o firmware através da página oficial da EMCD.
Ferramentas de rentabilidade de mineração: a plataforma oferece calculadoras de rentabilidade e ferramentas analíticas para ajudar os utilizadores a avaliar e optimizar as suas operações de mineração.

## Tecnologia e segurança
A infraestrutura principal de mineração da EMCD emprega o modelo de recompensas Full Pay-Per-Share Plus (FPPS+), que distribui tanto os subsídios de bloco como as comissões de transacção, com o objectivo de proporcionar rendimentos mais estáveis aos mineiros. Um mecanismo de comutação algorítmica direcciona automaticamente a potência de hash para as cadeias SHA-256 mais rentáveis (como BTC ou BCH), consolidando as recompensas em pagamentos em Bitcoin. Para servir uma base de utilizadores global, os servidores do pool estão distribuídos pela Ásia, Europa e América do Norte. As ferramentas de monitorização em tempo real — incluindo um bot de Telegram e a função Watcher-link — permitem aos mineiros acompanhar o seu desempenho. A EMCD declara disponibilidade superior a 99,9% e oferece múltiplos esquemas de pagamento (FPPS, PPS+, PPLNS), com análises independentes que destacam a sua fiabilidade e adequação tanto para iniciantes como para mineiros experientes.
Para além da mineração, a EMCD oferece serviços financeiros de custódia através da sua Wallet multicripto e do programa de poupança Coinhold, ambos protegidos por encriptação, autenticação em dois factores e auditorias de segurança periódicas. Os fundos dos utilizadores são mantidos predominantemente em cold storage, enquanto a Wallet suporta mais de 20 criptomoedas e inclui funcionalidades de troca integrada e transferências internas gratuitas para outros módulos da EMCD (exchange P2P, Coinhold). A plataforma P2P utiliza um sistema de escrow para proteger as transacções até à confirmação do pagamento. Entre as medidas adicionais de infraestrutura estão o suporte multilíngue e a protecção contra ataques DDoS via Cloudflare. Ademais, a EMCD disponibiliza ferramentas próprias — como uma calculadora de rentabilidade e firmware optimizado para Antminer S17/S19 — para melhorar tanto a eficiência dos dispositivos como a experiência do utilizador.